# 239
239是238与240之间的自然数。

## 在數學中
- 第52個質數。前一個為233、下一個為241。
  - 第17對孿生質數，為（239、 241）。
  - 纽曼-尚克斯-威廉士素数
  - 高斯質數之一。
- 十进制的等數位數。
- 每個整數均可表示成9個或以下的正立方數之和，但只有23與239須用9個正立方數才能表示。

{\displaystyle 239=1^{3}+2^{3}+2^{3}+2^{3}+2^{3}+3^{3}+3^{3}+3^{3}+5^{3}}
- 239是循環單位1111111（連續7個1，其中7是質數）的因數，1111111=239 × 4649[1]

## 在人類文化中
- 台灣新北市鶯歌區的郵遞區號為239

## 在科學中
- 鈽-239被作為胖子原子彈的原料

## 在其他領域中
- 一個沙羅週期會有239個近點月
- 西元239年和前239年
- 福仔239，是白花油旗下的藥油品牌(因白花油的股票編號為239而得名)